# Glenn Corbett
Glenn Corbett, pseudonimo di Glenn Edwin Rothenburg (El Monte, 17 agosto 1933 – San Antonio, 16 gennaio 1993), è stato un attore statunitense.

## Biografia
Veterano della guerra di Corea, Glenn Corbett debuttò sul grande schermo con il noir Il kimono scarlatto (1959) di Samuel Fuller, in cui interpretò il ruolo del detective Charlie Bancroft, impegnato a indagare su un omicidio insieme con un amico e collega di origine asiatica (James Shigeta). Durante gli anni sessanta apparve inoltre nel film bellico La pelle degli eroi (1960), con Alan Ladd e Sidney Poitier, e nel western Shenandoah - La valle dell'onore (1965), accanto a James Stewart. La sua carriera cinematografica raggiunse l'apice con due western di grande successo, Chisum (1970), in cui interpretò il ruolo del leggendario sceriffo Pat Garrett, e Il grande Jake (1971), in entrambi i quali recitò accanto a John Wayne.
Corbett fu comunque un interprete prevalentemente televisivo, fin dall'inizio degli anni sessanta, quando debuttò sul piccolo schermo nella serie It's a Man's World (1962-1963), incentrata sulle vicende di un gruppo di studenti che vivono in una casa galleggiante sul fiume Ohio. Dal 1963 al 1964 fu protagonista di un'altra nota serie, Route 66, nel ruolo di Lincoln Case, uno dei due giovani protagonisti che attraversano l'America in automobile e si imbattono in ogni puntata in differenti vicende e personaggi. Nella stagione 1966-1967 entrò inoltre a far parte del cast del serial western I sentieri del West, in cui interpretò il ruolo di Chance Reynolds, uno dei componenti di una grande famiglia di pionieri del Kansas.
Tra i ruoli di maggior spicco della sua carriera televisiva, è da ricordare quello dello scienziato Zefram Cochrane nell'episodio Guarigione da forza cosmica della serie classica di Star Trek, girato e trasmesso nel 1967. Cochrane, personaggio popolare nell'universo fantascientifico di Star Trek, e inventore di un motore con sistema di propulsione a curvatura, tornerà nel film Primo contatto (1996) e nell'episodio pilota della serie televisiva Star Trek: Enterprise (2001), ma in entrambi i casi sarà interpretato da un altro attore, James Cromwell.
Numerose furono le apparizioni televisive di Corbett durante gli anni settanta, in episodi di serie quali Bonanza (1965-1971), Cannon (1973), Le strade di San Francisco (1974), Petrocelli (1974-1975), Sulle strade della California (5 episodi tra il 1974 e il 1976), Pepper Anderson agente speciale (1975), Agenzia Rockford (1979).
Durante gli anni ottanta Corbett apparve in episodi delle serie Professione pericolo (1982), Simon & Simon (1983), Automan (1984). Durante il decennio il suo impegno principale fu però la celebre serie Dallas, di cui girò diciotto episodi dal 1983 al 1988, nel ruolo dell'avvocato Paul Morgan.
Morì nel 1993 per un tumore al polmone, all'età di 59 anni, in un ospedale per veterani, il Veterans Affairs a San Antonio (Texas).

## Filmografia parziale

### Cinema
- Il kimono scarlatto (The Crimson Kimono), regia di Samuel Fuller (1959)
- Spionaggio al vertice (Man on a String), regia di André De Toth (1960)
- Tempesta sulla Cina (The Mountain Road), regia di Daniel Mann (1960)
- La pelle degli eroi (All the Young Men), regia di Hall Bartlett (1960)
- Homicidal, regia di William Castle (1961)
- I pirati del fiume rosso (The Pirates of Blood River), regia di John Gilling (1962)
- Shenandoah - La valle dell'onore (Shenandoah), regia di Andrew V. McLaglen (1965)
- City Beneath the Sea, regia di Irwin Allen (1969) - film tv
- This Savage Land, regia di Vincent McEveety (1969) - film tv
- Intrigo in Irlanda (Guns in the Heather), regia di Robert Butler (1969)
- Chisum, regia di Andrew V. McLaglen (1970)
- Il grande Jake (Big Jake), regia di George Sherman (1971)
- The Stranger, regia di Lee H. Katzin (1973) - film tv
- Egan, regia di Jud Taylor (1973) - film tv
- Ride in a Pink Car, regia di Robert J. Emery (1974)
- The Log of the Black Pearl, regia di Andrew V. Mclaglen (1975) - film tv
- Nashville Girl, regia di Gus Trikonis (1976)
- Law of the Land, regia di Virgil W. Vogel (1976) - film tv
- La battaglia di Midway (Midway), regia di Jack Smight (1976)
- Stunts Unlimited, regia di Hal Needham (1980) - film tv
- Shadow Force, regia di Ken Lamkin (1992)

### Televisione
- It's a Man's World - serie TV, 11 episodi (1962-1963)
- Route 66 - serie TV, 32 episodi (1963-1964)
- Twelve O'Clock High - serie TV, 2 episodi (1964-1965)
- Gunsmoke - serie TV, 3 episodi (1964-1974)
- The Crisis - serie TV, 1 episodio (1965)
- Organizzazione U.N.C.L.E. (The Man from U.N.C.L.E.) - serie TV, 1 episodio (1965)
- Il virginiano (The Virginian) – serie TV, episodio 4x05 (1965)
- Bonanza - serie TV, 2 episodi (1965-1971)
- La leggenda di Jesse James (The Legend of Jesse James) - serie TV, 1 episodio (1966)
- Polvere di stelle (Bob Hope Presents the Chrysler Theatre) - serie TV, 1 episodio (1966)
- I sentieri del West (The Road West) - serie TV, 29 episodi (1966-1967)
- Garrison Commando (Garrison's Gorillas) - serie TV, 1 episodio (1967)
- Star Trek - serie TV, episodio 2x9 (1967)
- La terra dei giganti (Land of the Giants) - serie TV, 1 episodio (1968)
- F.B.I. (The F.B.I.) - serie TV, 2 episodi (1968-1971)
- Disneyland - serie TV, 3 episodi (1969)
- L'immortale (The Immortal) - serie TV, 1 episodio (1970)
- Marcus Welby (Marcus Welby, M.D.) - serie TV, 1 episodio (1971)
- Dottor Simon Locke (Dr. Simon Locke) - serie TV, 1 episodio (1971)
- Mistero in galleria (Night Gallery) - serie TV, 1 episodio (1971)
- Medical Center - serie TV, 2 episodi (1971-1972)
- Difesa a oltranza (Owen Marshall: Counselor at Law) - serie TV, 2 episodi (1971-1972)
- Due onesti fuorilegge (Alias Smith and Jones) - serie TV, 2 episodi (1972)
- Mod Squad, i ragazzi di Greer (The Mod Squad) - serie TV, 1 episodio (1972)
- Tatort - serie TV, 1 episodio (1973)
- Escape - serie TV, 1 episodio (1973)
- Cannon - serie TV, 1 episodio (1973)
- Barnaby Jones - serie TV, 2 episodi (1973-1979)
- Le strade di San Francisco (The Streets of San Francisco) - serie TV, 1 episodio (1974)
- Il cacciatore (The Manhunter) - serie TV, 1 episodio (1974)
- Movin' On - serie TV, 1 episodio (1974)
- Nata libera - serie TV, episodio 1x06 (1974)
- Petrocelli - serie TV, 2 episodi (1974-1975)
- Sulle strade della California (Police Story) - serie TV, 5 episodi (1974-1976)
- Pepper Anderson agente speciale (Police Woman) - serie TV, 1 episodio (1975)
- Caribe - serie TV, 1 episodio (1975)
- Bert D'Angelo Superstar - serie TV, 1 episodio (1976)
- The Doctors (1976-1981)
- Agenzia Rockford (The Rockford Files) - serie TV, 1 episodio (1979)
- Fantasilandia (Fantasy Island) - serie TV, 1 episodio (1981)
- Professione pericolo (The Fall Guy) - serie TV, 1 episodio (1982)
- Manimal - serie TV, 1 episodio (1983)
- Simon & Simon - serie TV, 1 episodio (1983)
- Febbre d'amore (The Young and the Restless) (1983)
- Dallas - serie TV, 18 episodi (1983-1988)
- Automan - serie TV, 1 episodio (1984)